# فهرست تکنیک‌های جودو
این مقاله حاوی مقالاتی از فنون جودو (به ژاپنی 武道 - به انگلیسی Judo) است.

## اوکِمی وازا: فنون افت
1. مای ماواری اوکِمی: افت غلتشی
2. مائه اوکِمی: افت جلو
3. اوشیرو اوکِمی: افت به پشت
4. یوکو اوکِمی: افت به پهلو
5. هگوری یوکو اوکِمی : افت پهلو برعکس

## ناگه وازا: فنون پرتابی

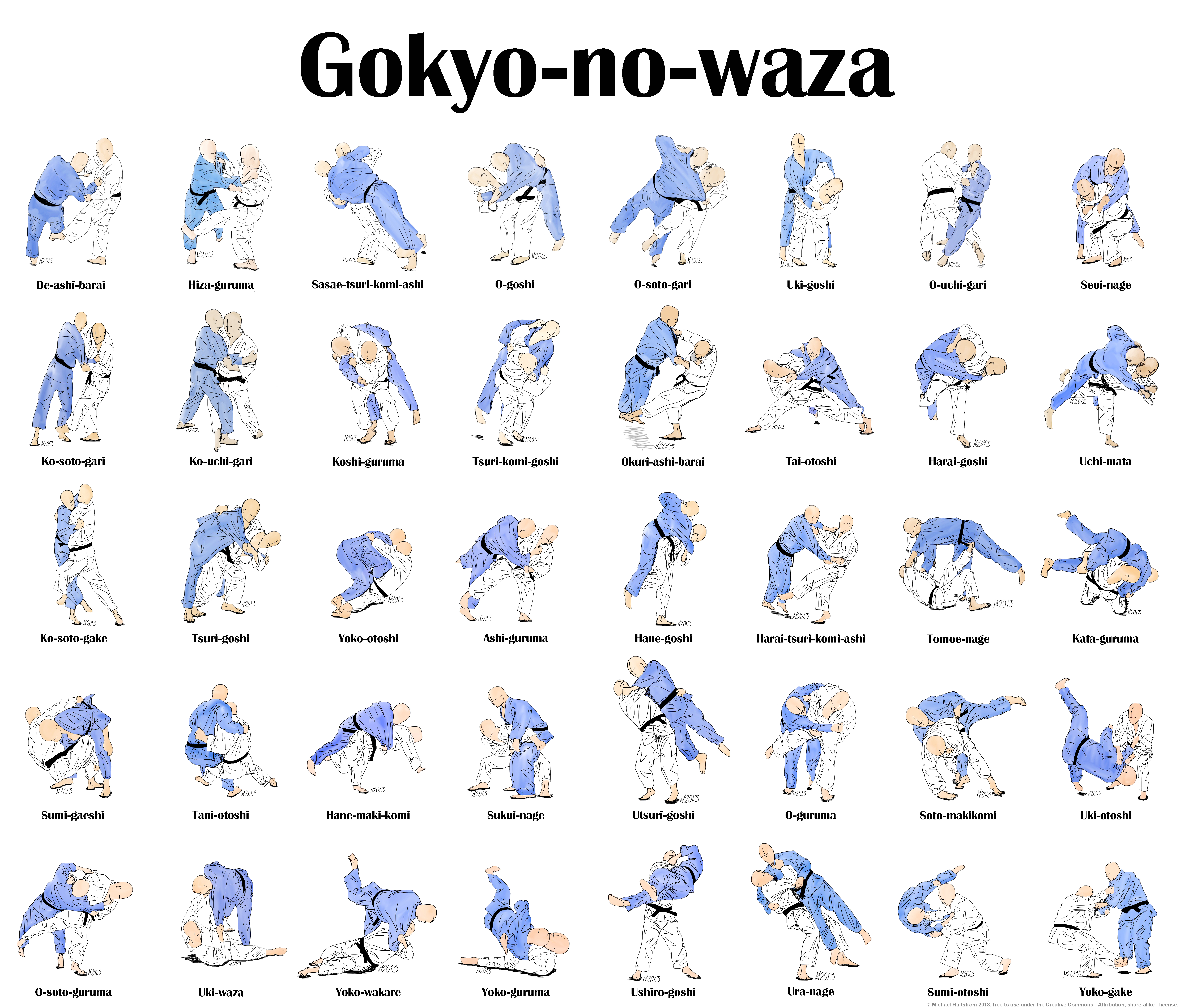

### ته وازا: فنون پرتابی دست
1. ایپون سئوی ناگه
2. کاتا گوروما
3. کیبیسو گائِشی
4. موروته گاری
5. اوبی اوتوشی
6. موروته سئوی ناگه
7. سئوی اوتوشی
8. سوکی ناگه
9. سومی اوتوشی
10. تای اوتوشی
11. اوچی ماتا سوکاشی
12. اوکی اوتوشی
13. یاما آراشی
14. کوچی گائِشی
15. کوچیکی تااوشی
16. ته گوروما
17. اِری سئوی ناگه

## =کوشی وازا: فنون پرتابی کمر
1. داگی آگه
2. هانه گوشی
3. هارای گوشی
4. کوشی گوروما
5. او گوشی
6. سوده تسوریکومی گوشی
7. تسوری گوشی
8. تسوریکومی گوشی
9. اوکی گوشی
10. اوشیرو گوشی
11. اوتسوری گوشی
12. اوشیرو گوروما

### آشی وازا: فنون پرتابی پا
1. آشی گوروما
2. دِ آشی هارای
3. هانه گوشی گائِشی
4. هارای گوشی گائِشی
5. هارای تسوریکومی آشی
6. هیزا گوروما
7. کوسوتو گاکه
8. کوسوتو گاری
9. کوچی گاری
10. او گوروما
11. اوکوری آشی هارای
12. اوسوتو گائِشی
13. اوسوتو گاری
14. اوسوتو گوروما
15. اوسوتو اوتوشی
16. اوچی گائِشی
17. اوچی گاری
18. ساسائه تسوریکومی آشی
19. تسوبامه گائِشی
20. اوچی ماتا
21. اوچی ماتا گائِشی
22. تومای ناگه
23. د اشی بارای

### مای سوتمی وازا: فنون پرتابی خود انداز به جلو
1. هیکیکومی گائِشی
2. سومی گائِشی
3. تاوارا گائشی
4. توموئه ناگه
5. اورا ناگه

### یوکو سوتمی وازا: فنون پرتابی خود انداز به پهلو
1. داکی واکاره
2. هانه ماکیکومی
3. هارای ماکیکومی
4. کانی باسامی
5. کاوازا گاکه
6. اوسوتو ماکیکومی
7. سوتو ماکیکومی
8. تانی اوتوشی
9. اوچی ماکیکومی
10. اوچی ماتا ماکیکومی
11. اوکی وازا
12. 'یوکو گاکه
13. یوکو گوروما
14. یوکو اوتوشی
15. یوکو واکاره
16. تاما گوروما
17. اوده گائِشی
18. یوکو توموئه ناگه

## گاتامه وازا: فنون خاک

### اوسایکومی وازا: فنون میخکوب کردن
1. کامی شیهو گاتامه
2. کاتا گاتامه
3. کِسا گاتامه
4. کوزوره کامی شیهو گاتامه
5. کوزوره کِسا گاتامه
6. تاته شیهو گاتامه
7. یوکو شیهو گاتامه
8. اورا گاتامه
9. اوکی گاتامه
10. اورا کِسا گاتامه
11. اوشیرو کِسا گاتامه
12. سانکاکو گاتامه

### شیمه وازا: فنون خفه کردن
1. دو جیمه
2. اورا جوجی جیمه
3. گیاکو جوجی جیمه
4. نامی جوجی جیمه
5. کاتا جوجی جیمه
6. کاتا ته جیمه
7. هاداکا جیمه
8. کاتا هاجیمه
9. اوکوری اری جیمه
10. ریو ته جیمه
11. سانکاکو جیمه
12. سوده گوروما جیمه
13. تسوکومی جیمه
14. جیگوکو جیمه
15. اورا جوجی جیمه

### کانسِتسو وازا: فنون قفل کردن مفصل
1. آشی گارامی
2. اوده گارامی
3. آشی گاتامه
4. هارا گاتامه
5. هیزا گاتامه
6. جوجی گاتامه
7. سانکاکو گاتامه
8. ته گاتامه
9. اوده گاتامه
10. واکی گاتامه
11. آشی دوری گارامی
12. هیزا هیشیگی
13. آشی هیشیگی
14. سانکاکو گارامی